# Notation de Conway des polyèdres

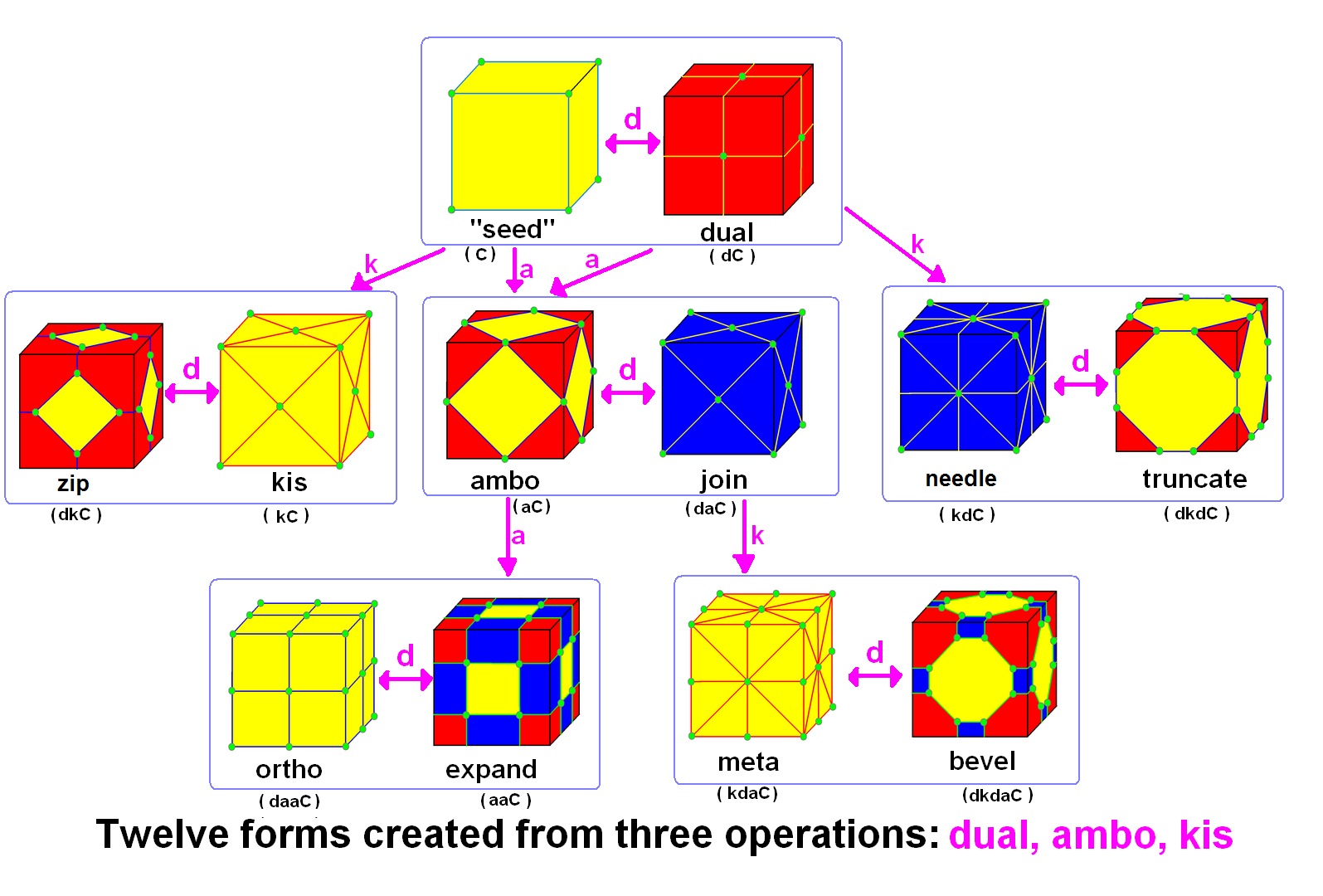
11 formes qui peuvent découler du cube en 3 opérations. Les nouveaux polyèdres sont présentés comme des cartes de la surface du cube afin de rendre les changements topologiques plus apparents. Les sommets sont notés par des cercles.

La notation de Conway des polyèdres est une notation des polyèdres développée par le mathématicien John Horton Conway. Elle est utilisée pour décrire des polyèdres à partir d'un polyèdre « mère » modifié par diverses opérations. Les polyèdres mères sont les solides de Platon.
John Conway a généralisé l'utilisation d'opérateurs, tels la truncation (en) définie par Kepler, afin de générer d'une mère des polyèdres de même symétrie. Ses opérateurs peuvent générer des mères tous les solides d'Archimède et de Catalan. Appliqués aux séries, ces opérateurs permettent de générer une grande quantité de polyèdres d'ordres plus élevés.